# Munku-Sardyk

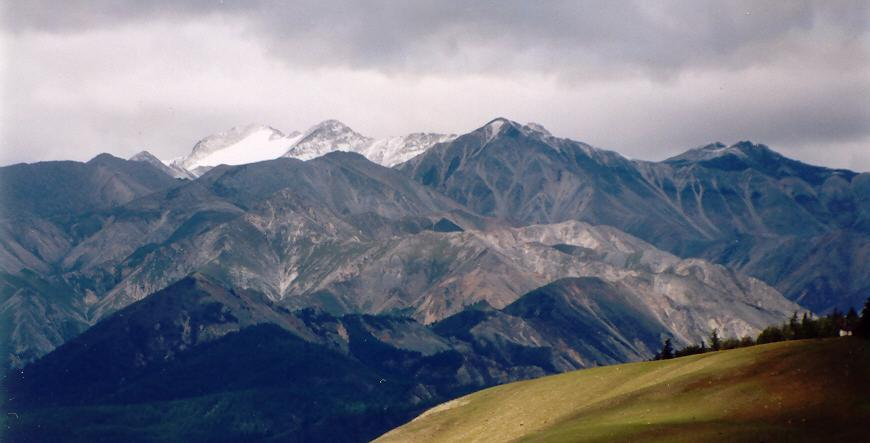
Sajan Wschodni, w tle góra Munku-Sardyk

Munku-Sardyk (ros.: Мунку-Сардык; mong.: Мөнх Сарьдаг, Mönch Sar'dag) – szczyt górski na granicy rosyjskiej Buriacji i Mongolii, najwyższy w pasmie Sajanów. Położona w Sajanie Wschodnim. Szczyt ma wysokość 3491 m n.p.m.